# Уобаш (окръг, Илинойс)
Окръг Уобаш (на английски: Wabash County) е окръг в щата Илинойс, Съединени американски щати. Площта му е 591 km², а населението – 12 937 души (2000). Административен център е град Маунт Кармел.